# Retfærdighedens ryttere
Retfærdighedens Ryttere, Engelstalige titel Riders of Justice, is een Deense actiefilm uit 2020, geregisseerd door Anders Thomas Jensen. De hoofdrollen worden gespeeld door Mads Mikkelsen, Nikolaj Lie Kaas, Andrea Heick Gadeberg, Lars Brygmann en Nicolas Bro. De film kwam op 19 november 2020 in de Deense bioscopen. De wereldpremière vond plaats op 1 februari 2021 als openingsfilm op het International Film Festival Rotterdam.

## Verhaal
Markus Hansen, een beroepsmilitair gestationeerd in Afghanistan, wordt teruggeroepen naar Denemarken vanwege de dood van zijn vrouw Emma. Aanleiding was de diefstal van de fiets van zijn dochter Mathilde. Omdat de auto weigerde te starten, was Emma genoodzaakt Mathilde per trein naar school te brengen. De S-tog werd aangereden door een goederentrein waarbij doden vielen, onder wie Emma.
Otto Hoffmann, een door getallen en toevalligheden gefascineerde statisticus, voelt zich verantwoordelijk voor de dood van Emma omdat hij zijn plaats luttele seconden voor het incident aan haar had afgestaan. De opmerkzame Otto is het niet eens met de uitkomst van het onderzoek. Het is volgens hem geen ongeval, maar een aanslag van de motorbende Retfærdighedens Ryttere ("Ridders van de Rechtvaardigheid"). Zij wilden een kroongetuige tegen hun zaak uitschakelen, die door een neurotische aandoening steeds dezelfde stoel nam in de bewuste trein. Verder was er een man in de trein die zich vreemd gedroeg en uitstapte op de laatste halte voor het ongeluk. Daar de politie Otto niet wil geloven, schakelt hij statisticus Lennart en computerhacker Emmenthaler in om dit verder te onderzoeken. Hun conclusie: de verdachte man is Palle Olesen, de broer van het hoofd van de motorbende, en tevens treinmachinist.
Ze gaan met hun bevindingen naar Markus, maar omdat hun onderzoek illegaal is, kunnen ze niet naar de politie stappen. De agressieve Markus vindt een wraakactie om het recht in eigen handen te nemen de enige oplossing. Ze zoeken Palle Olesen op om informatie over het treinongeluk te verzamelen, maar daarbij verliest Markus zijn zelfbeheersing en vermoordt hem. Palle was blijkbaar niet alleen thuis: hij had bezoek van Bodashka, een mannelijke prostitué uit Oekraïne, die door de motorbende wordt gevonden. Een deel van de motorbende neemt wraak, maar daarbij schiet Markus alle aanvallers dood. Bodashka wordt gered.
Mathilde stelt zich vragen over de aanwezigheid van de mannen, maar haar wordt wijsgemaakt dat Lennert en Emmenthaler psychologen zijn die Otto en haar bijstand bieden. Bodashka wordt voorgesteld als au pair. Otto ontdekt dat Mathilde een eigen onderzoek startte door de gebeurtenissen met kleefbriefjes te rangschikken. Otto doet Mathilde inzien dat dit geen oplossing is: wat op die dag gebeurde is een aaneenschakeling van toevalligheden.
Toevallig vertelt Bodashka hoe hij met Palle enkele dagen eerder per vliegtuig uit Oekraïne kwam. Daardoor wordt duidelijk dat Palle onmogelijk in de bewuste trein kan hebben gezeten. De foto's van de verdachte man worden opnieuw gescand door gezichtsherkennigssoftware en dan wordt duidelijk dat de bewuste man een toevallige Egyptische toerist is en dat de motorbende geen aanslag pleegde. Als tot Markus doordringt dat alles één groot toeval was, stort hij in en barst in huilen uit.
Ondertussen heeft de motorbende via sociale media de verblijfplaats van hun aanvallers achterhaald en zet een aanval in waarbij Mathilde gegijzeld wordt. Markus heeft geen andere keuze dan zich over te geven. Otto, Lennart, Emmenthaler en Bodashka gaan dan tot de aanval over. Ze moorden de motorbende uit en redden Markus en Mathilde.
De situationele ironie van de film wordt benadrukt als enkele maanden later kerstmis wordt gevierd waarbij Markus, Mathilde, Otto, Emmenthaler, Lennert en Bodashka cadeautjes uitwisselen.

## Rolverdeling
| Acteur                   | Personage                          |
| ------------------------ | ---------------------------------- |
| Mads Mikkelsen           | Markus Hansen                      |
| Nikolaj Lie Kaas         | Otto Hoffmann                      |
| Andrea Heick Gadeberg    | Mathilde Hansen                    |
| Lars Brygmann            | Lennart                            |
| Nicolas Bro              | Emmenthaler                        |
| Gustavas Lindh           | Bodashka                           |
| Roland Møller            | Kurt                               |
| Albert Rudbeck Lindhardt | Sirius                             |
| Anne Birgitte Lind       | Emma Hansen                        |
| Omar Shargawi            | Palle Olesen / Aharon Nahas Shadid |
| Jacob Lohmann            | Kenneth                            |
| Henrik Noël Olesen       | Noah                               |
| Gustav Dyekjær Giese     | Adrian                             |